# Nuoto ai campionati mondiali di nuoto 2023 - 50 metri dorso femminili
La gara di nuoto dei 50 metri dorso femminili dei campionati mondiali di nuoto 2023 è stata disputata il 26 e 27 luglio 2023 presso il Marine Messe Fukuoka di Fukuoka. Vi hanno preso parte 61 atlete provenienti da 54 nazioni.
La competizione è stata vinta dalla nuotatrice australiana Kaylee McKeown, mentre l'argento e il bronzo sono andati rispettivamente alla statunitense Regan Smith e alla britannica Lauren Cox.

## Podio
| Posizione | Atleta         | Nazionalità   |
| --------- | -------------- | ------------- |
| Oro       | Kaylee McKeown | Australia     |
| Argento   | Regan Smith    | Stati Uniti   |
| Bronzo    | Lauren Cox     | Gran Bretagna |

## Programma
| Data           | Ora (UTC+9) | Turno      |
| -------------- | ----------- | ---------- |
| 24 luglio 2023 | 10:32       | Batterie   |
| 24 luglio 2023 | 20:36       | Semifinali |
| 25 luglio 2023 | 20:36       | Finale     |

## Record
Prima della competizione il record del mondo e il record dei campionati erano i seguenti:
| Record mondiale       | 26"98 | Liu Xiang Cina | 21 agosto 2018 Giacarta, Indonesia |
| Record dei campionati | 27"06 | Zhao Jing Cina | 30 luglio 2009 Roma, Italia        |

Nel corso della competizione non sono stati migliorati.

## Risultati

### Batterie
| Pos. | Batteria | Corsia | Atleta                  | Nazionalità                   | Tempo | Note             |
| ---- | -------- | ------ | ----------------------- | ----------------------------- | ----- | ---------------- |
| 1    | 6        | 4      | Regan Smith             | Stati Uniti                   | 27"31 | Q                |
| 2    | 5        | 4      | Kylie Masse             | Canada                        | 27"48 | Q                |
| 3    | 7        | 4      | Katharine Berkoff       | Stati Uniti                   | 27"56 | Q                |
| 4    | 6        | 5      | Kaylee McKeown          | Australia                     | 27"60 | Q                |
| 5    | 7        | 2      | Mary-Ambre Moluh        | Francia                       | 27"69 | Q                |
| 6    | 5        | 5      | Ingrid Wilm             | Canada                        | 27"75 | Q                |
| 7    | 7        | 1      | Miki Takahashi          | Giappone                      | 27"84 | Q                |
| 7    | 6        | 3      | Wan Letian              | Cina                          | 27"84 | Q                |
| 9    | 6        | 6      | Wang Xueer              | Cina                          | 27"89 | Q                |
| 10   | 5        | 3      | Maaike de Waard         | Paesi Bassi                   | 27"91 | Q                |
| 11   | 7        | 6      | Lauren Cox              | Gran Bretagna                 | 27"98 | Q                |
| 12   | 7        | 5      | Analia Pigrée           | Francia                       | 28"01 | Q                |
| 13   | 5        | 1      | Danielle Hill           | Irlanda                       | 28"03 | Q                |
| 14   | 6        | 2      | Simona Kubová           | Rep. Ceca                     | 28"14 | Q                |
| 15   | 6        | 7      | Theodōra Drakou         | Grecia                        | 28"20 | Q                |
| 16   | 5        | 9      | Andrea Berrino          | Argentina                     | 28"24 | Q                |
| 17   | 5        | 8      | Lora Komoróczy          | Ungheria                      | 28"29 |                  |
| 18   | 7        | 7      | Adela Piskorska         | Polonia                       | 28"35 |                  |
| 19   | 5        | 0      | Lee Eun-ji              | Corea del Sud                 | 28"40 |                  |
| 19   | 6        | 1      | Paulina Peda            | Polonia                       | 28"40 |                  |
| 21   | 5        | 6      | Kira Toussaint          | Paesi Bassi                   | 28"41 |                  |
| 22   | 6        | 0      | Louise Hansson          | Svezia                        | 28"42 |                  |
| 23   | 6        | 8      | Costanza Cocconcelli    | Italia                        | 28"51 |                  |
| 24   | 7        | 9      | Carmen Weiler Sastre    | Spagna                        | 28"59 |                  |
| 25   | 7        | 0      | Margherita Panziera     | Italia                        | 28"61 |                  |
| 26   | 4        | 4      | Ingeborg Løyning        | Norvegia                      | 28"62 |                  |
| 27   | 6        | 9      | Stephanie Au            | Hong Kong                     | 28"63 |                  |
| 28   | 4        | 2      | Camila Rebelo           | Portogallo                    | 28"65 |                  |
| 29   | 5        | 7      | Roos Vanotterdijk       | Belgio                        | 28"69 |                  |
| 30   | 7        | 8      | Julie Kepp Jensen       | Danimarca                     | 28"77 |                  |
| 31   | 4        | 7      | Emma Harvey             | Bermuda                       | 28"79 |                  |
| 32   | 4        | 6      | Taydé Sansores          | Messico                       | 28"91 |                  |
| 33   | 4        | 5      | Nina Kost               | Svizzera                      | 29"00 |                  |
| 34   | 4        | 3      | Julia Góes              | Brasile                       | 29"09 |                  |
| 35   | 4        | 0      | Xenia Ignatova          | Kazakistan                    | 29"25 |                  |
| 36   | 3        | 4      | Wu Yi-en                | Taipei cinese                 | 29"28 |                  |
| 37   | 4        | 8      | Milla Drakopoulos       | Sudafrica                     | 29"31 |                  |
| 38   | 4        | 1      | Saovanee Boonamphai     | Thailandia                    | 29"46 |                  |
| 39   | 3        | 2      | Elisabeth Erlendsdóttir | Fær Øer                       | 29"94 |                  |
| 40   | 4        | 9      | Abril Aunchayna         | Uruguay                       | 30"04 |                  |
| 41   | 3        | 5      | Alexia Sotomayor        | Perù                          | 30"12 |                  |
| 42   | 2        | 9      | Mia Phiri               | Zambia                        | 30"17 | Record nazionale |
| 43   | 3        | 6      | Donata Katai            | Zimbabwe                      | 30"21 |                  |
| 44   | 3        | 3      | Mia Blazhevska Eminova  | Macedonia del Nord            | 30"41 |                  |
| 45   | 3        | 1      | Eda Zeqiri              | Kosovo                        | 30"96 |                  |
| 46   | 3        | 7      | Marie Khoury            | Libano                        | 31"14 |                  |
| 47   | 1        | 6      | Gaurika Singh           | Nepal                         | 31"44 |                  |
| 48   | 3        | 8      | Nubia Adjei             | Ghana                         | 31"61 |                  |
| 49   | 3        | 0      | Chanchakriya Kheun      | Cambogia                      | 31"90 |                  |
| 50   | 2        | 4      | Denise Donelli          | Mozambico                     | 32"39 |                  |
| 51   | 2        | 8      | Idealy Tendrinavalona   | Madagascar                    | 32"41 |                  |
| 52   | 2        | 7      | Cheang Weng Lam         | Macao                         | 32"48 |                  |
| 53   | 3        | 9      | Ariuntamir Enkh-Amgalan | Mongolia                      | 32"54 |                  |
| 54   | 2        | 0      | Shoko Litulumar         | Isole Marianne Settentrionali | 34"25 |                  |
| 55   | 1        | 4      | Ria Save                | Tanzania                      | 34"71 |                  |
| 56   | 2        | 1      | Kayla Hepler            | Isole Marshall                | 34"73 |                  |
| 57   | 2        | 5      | Hamna Ahmed             | Maldive                       | 35"11 |                  |
| 58   | 2        | 6      | Noelani Day             | Tonga                         | 35"37 |                  |
| 59   | 2        | 3      | Nafissath Radji         | Benin                         | 35"40 |                  |
| 60   | 2        | 2      | Tayamika Chang'Anamuno  | Malawi                        | 36"03 |                  |
| 61   | 1        | 3      | Rana Saadeldin          | Sudan                         | 36"32 | Record nazionale |
|      | 1        | 5      | Ruth Turay              | Sierra Leone                  | dns   |                  |
|      | 5        | 2      | Anastasia Gorbenko      | Israele                       | dns   |                  |
|      | 7        | 3      | Mollie O'Callaghan      | Australia                     | dns   |                  |

### Semifinali
| Pos. | Semifinale | Corsia | Atleta            | Nazionalità   | Tempo | Note |
| ---- | ---------- | ------ | ----------------- | ------------- | ----- | ---- |
| 1    | 2          | 4      | Regan Smith       | Stati Uniti   | 27"10 | Q,   |
| 2    | 1          | 5      | Kaylee McKeown    | Australia     | 27"26 | Q    |
| 3    | 2          | 7      | Lauren Cox        | Gran Bretagna | 27"29 | Q    |
| 4    | 1          | 4      | Kylie Masse       | Canada        | 27"49 | Q    |
| 4    | 2          | 5      | Katharine Berkoff | Stati Uniti   | 27"49 | Q    |
| 6    | 1          | 7      | Analia Pigrée     | Francia       | 27"70 | Q    |
| 7    | 1          | 3      | Ingrid Wilm       | Canada        | 27"71 | Q    |
| 8    | 2          | 6      | Wan Letian        | Cina          | 27"74 | QSO  |
| 8    | 2          | 2      | Wang Xueer        | Cina          | 27"74 | QSO  |
| 10   | 2          | 3      | Mary-Ambre Moluh  | Francia       | 27"82 |      |
| 11   | 2          | 8      | Theodōra Drakou   | Grecia        | 27"87 |      |
| 12   | 1          | 2      | Maaike de Waard   | Paesi Bassi   | 28"03 |      |
| 13   | 2          | 1      | Danielle Hill     | Irlanda       | 28"10 |      |
| 14   | 1          | 6      | Miki Takahashi    | Giappone      | 28"13 |      |
| 15   | 1          | 1      | Simona Kubová     | Rep. Ceca     | 28"16 |      |
| 16   | 1          | 8      | Andrea Berrino    | Argentina     | 28"34 |      |

Spareggio
| Pos. | Corsia | Atleta     | Nazionalità | Tempo | Note |
| ---- | ------ | ---------- | ----------- | ----- | ---- |
| 1    | 4      | Wang Xueer | Cina        | 27"78 | Q    |
| 2    | 5      | Wan Letian | Cina        | 29"90 |      |

### Finale
| Pos.    | Corsia | Atleta            | Nazionalità   | Tempo | Note |
| ------- | ------ | ----------------- | ------------- | ----- | ---- |
| Oro     | 5      | Kaylee McKeown    | Australia     | 27"08 |      |
| Argento | 4      | Regan Smith       | Stati Uniti   | 27"11 |      |
| Bronzo  | 6      | Lauren Cox        | Gran Bretagna | 27"20 |      |
| 4       | 3      | Kylie Masse       | Canada        | 27"28 |      |
| 5       | 2      | Katharine Berkoff | Stati Uniti   | 27"38 |      |
| 6       | 1      | Ingrid Wilm       | Canada        | 27"41 |      |
| 7       | 8      | Wang Xueer        | Cina          | 27"99 |      |
| 8       | 7      | Analia Pigrée     | Francia       | 28"04 |      |